# Preußisches Abgeordnetenhaus
Preußische Abgeordnetenhaus (Deputeretkammeret eller Repræsentanternes Hus) var andetkammer (tysk: Zweite Kammer) i den preussiske landag fra 1849 til 1918. Kammeret skiftede navn fra Zweite Kammer til Abgeordnetenhaus i 1855. Fra 1921 til 1933 blev Andetkammerets opgaver varetaget af Landdagen. 

## Oprindelig valgmetode
I princippet var der almindelig valgret (for mænd) til Deputeretkammeret. Valget skete indirekte gennem valgmænd. Vælgerne var delt i 3 valgklasser i forhold til deres skattebetaling. Dette betød, at den velstående del af befolkningen blev overrepræsenteret. I nogle tilfælde var der kun én skatteyder i den øverste valgklasse. Han kunne så udpege en tredjedel af valgmændene. Resultatet var, at de konservative partier kom til at dominere i Deputeretkammeret. 
Valgperioden var oprindeligt på 3 år, men blev senere på 5 år. Det sidste deputeretkammer valgt af de 3 valgklasser blev valgt i 1913, og det blev opløst den 15. november 1918. 
Parlamentarismen blev først anerkendt i Tyskland i oktober 1918. Derfor fik Deputeretkammeret ikke særlig meget indflydelse på sammensætningen af regeringerne. 

## Ny valgmetode
I 1919-1921 udarbejdede Preussens grundlovgivende Landsforsamling en demokratisk forfatning for landet. Heri blev det bestemt, at de 3 vælgerklasser skulle afskaffes, og at der skulle indføres almindelig valgret for både mænd og kvinder. Andetkammeret skulle nu hedde Landdagen, mens Førstekammeret (Herrenhaus) blev afløst af et statsråd, der skulle repræsentere provinserne.
Den 5. marts 1933 blev der der afholdt landdagsvalg for sidste gang. Den 18. maj 1933 vedtog Landdagen Hitlers bemyndigelseslov. Derefter holdt Landdagen ikke flere møder. Den 12. november 1933 blev der afholdt valg til Rigsdagen og folkeafstemning om Tysklands udtræden af Folkeforbundet. Ved denne lejlighed erklærede regeringen, at landsmedlemmernes mandater var bortfaldne.